# ГЕС Сент-Етьєнн-Кантале
ГЕС Сент-Етьєнн-Кантале (фр. Barrage de Saint-Étienne-Cantalès) — гідроелектростанція у центральній Франції. Становить верхній ступінь в каскаді на річці Сер (ліва притока Дордоні, яка, своєю чергою, є правою притокою Гаронни), що дренує південно-західну сторону основної частини Центрального масиву.
Для накопичення ресурсу на Сер звели арково-гравітаційну греблю висотою 69 метрів, довжиною 270 метрів та товщиною від 5 до 35 метрів, на яку пішло 130 тис. м3 матеріалу. Вона утримує водосховище із площею поверхні 5,62 км2 та об'ємом 133 млн м3.
Будівництво станції розпочалось під час Другої Світової війни у 1940 році. Воєнні обставини (мобілізація спеціалістів, нестача матеріалів та інше) ускладнювали реалізацію проєкту, проте в 1945-му вдалось ввести в експлуатацію перший гідроагрегат. Наступного року запустили ще один, проте через нестачу коштів тимчасово відмовились від передбаченого первісним проєктом третього, який додали лише у 1981 році.
Три гідроагрегати з турбінами типу Френсіс, змонтовані у розташованому біля греблі машинному залі, мають загальну потужність 105 МВт. При напорі у 62 метри вони забезпечують річну виробітку електроенергії на рівні 87 млн кВт·год.
Видача продукції відбувається по ЛЕП, що працює під напругою 90 кВ.
Відпрацьована вода повертається у Cère та надходить до наступного сховища створеного греблею Nepes, при якій працює мала ГЕС потужністю 3 МВт. Втім, головне призначення греблі Nepes — відводити воду до дериваційної станції Лаваль-де-Сер.